# Ratpenat orellut maculat
El ratpenat orellut maculat (Euderma maculatum) és una espècie de ratpenat de la família dels vespertiliònids. Viu al Canadà, Mèxic i els Estats Units. El seu hàbitat natural són diferents hàbitats, especialment en els boscos àrids o pi Ponderosa i aiguamolls. No hi ha amenaces significatives per a la supervivència d'aquesta espècie.